# Faithfully
Faithfully – trzeci album studyjny amerykańskiej wokalistki Faith Evans. Został wydany nakładem wytwórni Bad Boy Records i był ostatnim albumem, który artystka zdecydowała się wydać poprzez tę wytwórnię. Album dotarł do 14. miejsca na liście Billboard 200.

## Lista utworów
1. "Intro" – 0:52
2. "Alone in This World" – 3:53
3. "You Gets No Love" (feat. P. Diddy & Loon) – 4:01
4. "Burnin' Up" (feat. Loon) – 3:31
5. "I Love You" – 4:27
6. "Everything" – 0:49
7. "Back to Love" – 3:40
8. "Faithful" – 2:00
9. "Do Your Time" – 4:20
10. "Don't Cry" – 3:37
11. "Faithfully" – 3:57
12. "Brand New Man" – 4:12
13. "Ghetto" – 1:21
14. "Where We Stand" – 4:22
15. "Heaven Only Knows" – 4:15
16. "Love Can't Hide" – 5:04
17. "Can't Believe" (feat. Carl Thomas) – 5:00
18. "Love Song" – 1:49